# Richard Oertel (Heimatforscher)
Richard Oertel (* 3. Dezember 1875 in Otticha; † Juni 1941 in Aue (Sachsen)) war ein deutscher Oberlehrer und Heimatforscher.

## Leben und Wirken
Oberlehrer Oertel wurde vor allem bekannt durch seine „Bausteine zur Geschichte von Hartenstein“, die ab 1924 in zehn Heften erschienen sind. Für den Ort Thierfeld, wo er ab 1899 an der dortigen Schule mehrere Jahre tätig war, erarbeitete er eine Geschichte der einzelnen Bauerngüter. Zu seinen Publikationen zählte auch die Broschüre „Nicol List, die Geschichte eines Räubers aus dem Erzgebirge“, die 1935 erschien. In „Die letzte Hinrichtung in unserer Heimat“ berichtet er über einen Mord in Hartenstein im Jahre 1767. In seinem Blickpunkt stand auch die Geschichte der „Meisterei“ bei Hartenstein, also die Scharfrichterei der Stadt.
Nachdem Oertel in die Kreisstadt Aue übergesiedelt war, beschäftigte er sich auch mit der Geschichte dieses Ortes und veröffentlichte seine wichtigsten Forschungsergebnisse in den Heimatblättern des Erzgebirgischen Volksfreundes, in den Mitteldeutschen Blättern für Volkskunde, in den Auer Museumsblättern, im Auer Tageblatt und in der Glückauf!-Zeitschrift des Erzgebirgsvereins. Besondere Bedeutung erlangte Oertels umfangreiche Sammlung der „Flurnamen im Bereiche der Stadtgemeinde Aue“. Das Städtische Museum in Aue verdankt ihm mehrere wertvolle Schenkungen.
Er war Mitglied der Heimatforschergruppe Westerzgebirge unter Leitung von Siegfried Sieber.